# Лихачёвщина
Лихачёвщина (бел. Ліхачо́ўшчына) —  деревня в Станьковском сельсовете Дзержинском районе Минской области Белоруссии. Расположена на реке Студянка. В 18 километрах от Дзержинска, 9 километрах от железнодорожной станции Негорелое, 48 километрах от Минска. Через деревню протекает река Студняка.

## История
Известна со 2-й половины XVIII века, как деревня в Минском повете Минского воеводства Великого княжества Литовского. После 2-го раздела Речи Посполитой в составе Российской империи. В 1800 году в деревне 13 дворов, 69 жителей, принадлежала князю Доминику Радзивиллу в составе Станьковской волости. В 1858 году — 22 жителя мужского пола, владение казны. В середине 19 века входила в состав Полоневичской общины. В 1897 году — 12 дворов, 109 жителей. В 1917 году — 25 дворов, 140 жителей.
С 9 марта 1918 года в составе провозглашённой Белорусской Народной Республики, однако фактически находилась под контролем германской военной администрации. С 1 января 1919 года в составе Советской Социалистической Республики Белоруссия, а с 27 февраля того же года в составе Литовско-Белорусской ССР, летом 1919 года деревня была занята польскими войсками, после подписания рижского мира — в составе Белорусской ССР.
С 20 августа 1924 года в 1-м Нарейковском сельсовете (18 декабря 1925 года переименован в Ляховичский, с 25 июля 1931 по 23 августа 1937 года — национальный польский сельсовет) Койдановского района Минского округа. С 29 июля 1932 года Дзержинского района, с 31 июля 1937 года в Минском районе. С 20 февраля 1938 года в Минской области, с 4 февраля 1939 года в воссозданном Дзержинском районе. В 1926 году — 20 дворов, 100 жителей. В 1930-е организован колхоз «Красная Нива», обслуживаемый Негорельским МТС.
В Великую Отечественную войну с 28 июня 1941 по 6 июля 1944 года находилась под немецко-фашистской оккупацией, на фронте погибли 10 жителей Лихачёвщины.
В 1960 году проживал 81 житель, входила в состав колхоза «Беларусь» (центр — д. Гарбузы). В 1991 году — 10 дворов, 22 жителя. В 2009 году в составе сельскохозяйственного ЗАО «Негорельское». С 30 сентября 2009 года после ликвидации Ляховичского сельсовета находилась в Станьковском сельсовете.

## Население
| Численность населения (по годам) | Численность населения (по годам) | Численность населения (по годам) | Численность населения (по годам) | Численность населения (по годам) | Численность населения (по годам) | Численность населения (по годам) |
| 1800                             | 1897                             | 1917                             | 1926                             | 1960                             | 1991                             | 1999                             |
| -------------------------------- | -------------------------------- | -------------------------------- | -------------------------------- | -------------------------------- | -------------------------------- | -------------------------------- |
| 69                               | ↗ 109                            | ↗ 140                            | ↘ 100                            | ↘ 81                             | ↘ 22                             | ↘ 15                             |
| 2004                             | 2010                             | 2017                             | 2018                             | 2020                             |                                  |                                  |
| ↘ 14                             | ↘ 7                              | → 7                              | → 7                              | ↗ 8                              |                                  |                                  |